# St. Vinzenz (Hamburg-Eißendorf)

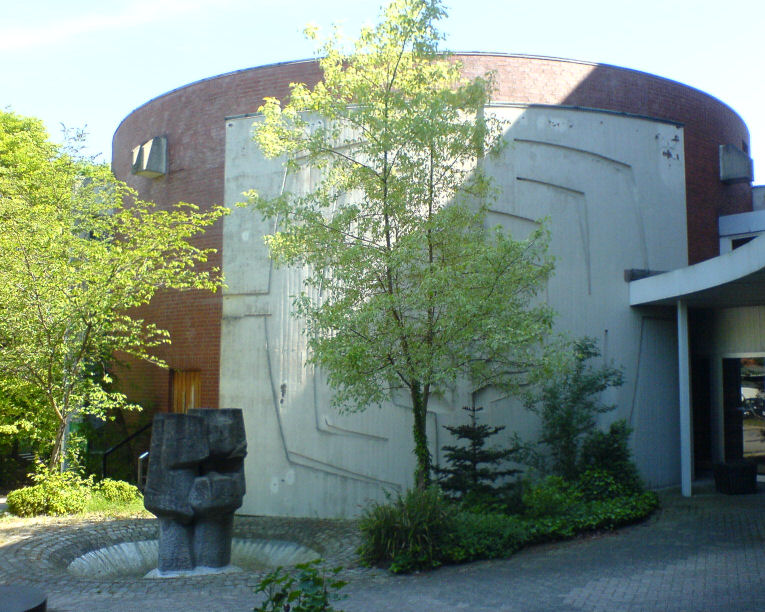
St. Vinzenz Eißendorf

Die ehemalige katholische Kirche St. Vinzenz befindet sich im Lichtenauer Weg im Hamburger Stadtteil Eißendorf. Das Gotteshaus war nicht nur Gottesdienstort für die Pfarrgemeinde, sondern diente auch als Hauskapelle der benachbarten katholischen Altenwohnanlage.

## Gebäude
Das Kirchengebäude ist vom Typ her eine Rundkirche in modernem Baustil. Sie ist somit eine architektonische und kirchenhistorische Besonderheit, denn der Innenraum weist im Gegensatz zu vielen anderen Kirchen einen ungeteilten, kreisförmigen Grundriss auf.
An der Betonaußenwand der Kirche ist das plastische Bildnis eines Lebensbaumes dargestellt, der sich an der Wand hochschlängelt. Davor steht ein echter Baum, und außerdem ein Brunnen, ebenfalls ein vegetatives Objekt.
Die Kirche St. Vinzenz wurde im Jahr 1977 geweiht. Sie besitzt keinen Glockenturm.
Eigentümer der Immobilie ist der Erzbischöfliche Stuhl und dieser beabsichtigt, die Immobile zu veräußern. Daher ist entschieden worden, die Kapelle auf dem Grundstück zu profanieren. Dies geschah per Dekret vom 11. März 2024 zum 28. April 2024.

## Gemeinde
Die Kirche St. Vinzenz war Filialkirche der Pfarrei St. Maria in Hamburg-Harburg im Erzbistum Hamburg.
In unmittelbarer Nachbarschaft zur Kirche steht ein katholisches Altenwohnheim mit 68 Wohnungen. Dort wird außerdem die Ökumenische Sozialstation Harburg-Wilhelmsburg betrieben. Einige Jahre war dort auch eine Rettungswache des Malteser Hilfsdienst untergebracht.